# Meduza
Meduza — незалежне опозиційне російськомовне інтернет-ЗМІ розташоване в Ризі (Латвія), виходить російською та англійською мовами. 
Видання засноване колишньою головною редакторкою Lenta.ru Галиною Тимченко. Проєкт запущено 20 жовтня 2014 року. Основою ЗМІ стали безкоштовні мобільні додатки для iOS, Android та Windows Phone. Назву придумав колишній продюсер відділу нових медіа Lenta.ru Ігор Бєлкін.

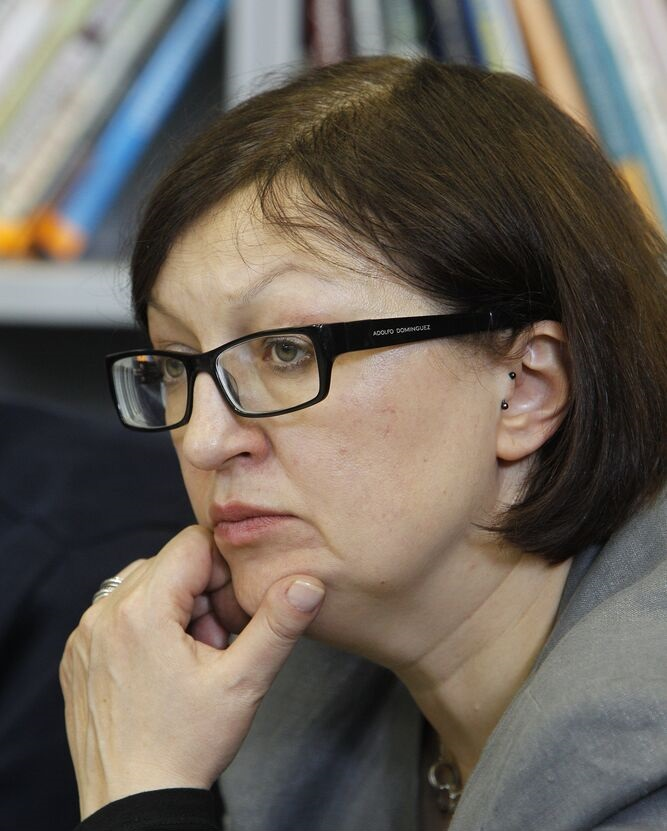
Галина Тимченко, з 2014 року — головна редакторка видання

23 січня 2023 року російська генпрокуратура визнала «Медузу» «небажаною організацією» в Росії.

## Концепція
Meduza є агрегатором новин та текстів російською мовою, що відбираються в ручному режимі, на відміну від автоматичного ранжування «Яндекс. Новин». Основними критеріями відбору контенту зазначаються значимість та достовірність інформації, а не статус джерела. Видання також публікує власні матеріали. Одним з форматів видання став розбір складних тем за допомогою карток, аналогічно американському проєкту Vox.com. Можливість коментування статей на сайті Meduza і в мобільному додатку не передбачена.
«Ми розуміли, що в Росії, ймовірно, нам працювати не дадуть», — заявила головна редакторка проєкту Галина Тимченко в одному з інтерв'ю, що передували відкриттю «Meduza». Водночас і сама Тимченко, і деякі експерти пояснюють розташування Meduza в Латвії переважно економічними причинами. При цьому латвійських співробітників в стартовому складі колективу немає.

## Співробітники
- Головна редакторка — Галина Тимченко
- Заступник головного редактора — Іван Колпаков (колишній глава відділу спеціальних кореспондентів Lenta.ru)
- Видавець — Ілля Красильщик (колишній директор з продуктів журналу «Афіша»)

Спеціальні кореспонденти
- Ілля Азар (колишній спеціальний кореспондент Lenta.ru)
- Андрій Козенко (колишній спеціальний кореспондент Lenta.ru)
- Данило Туровський (колишній спеціальний кореспондент Lenta.ru)
- Ілля Жегульов
- Іван Голунов — журналіст-розслідувач

## Інвестори
Спочатку повідомлялося, що фінансувати новий проєкт будуть бізнесмени Михайло Ходорковський та Борис Зимін, але сторони не змогли дійти згоди. Хто в підсумку став інвестором нового ЗМІ, не повідомляється.

## Видання та Україна
Телеканал неодноразово зазнавав критики з боку українських ЗМІ. Наприклад, Наталя Стеблина, аналітикиня Інституту демократії імені Пилипа Орлика, в аналізі видання для «Детектор медіа» висвітлила сумнівні вислови «Медузи». Вона зазначала, що часто видання використовує посилання на російських посадовців, не намагаючись їх спростувати, або подає заяви української та російської сторін як рівноцінні, зокрема, про обстріли мирних мешканців. В той самий час, канал випускав матеріали і з однозначним звинуваченнями в бік російської армії, розповідаючи про їх жорстокість та воєнні злочини. 